# کرانگ تای بانک
کرانگ تای بانک (تایلندی: ธนาคารกรุงไทย) بانک تایلندی است، که در زمینه ارائه خدمات بانکداری خرد، بانکداری اختصاصی، بانکداری شرکتی و بانکداری سرمایه‌گذاری فعالیت می‌کند.
کرانگ تای بانک در سال ۱۹۶۶ از ادغام دو بانک دولتی تایلندی بنام‌های کست بانک و مونتون بانک، تأسیس شد. هم‌اکنون شعبه مرکزی این بانک در شهر بانکوک، تایلند قرار دارد و بخشی از سهام آن در بازار بورس اوراق بهادار تایلند معامله می‌شود.